# Ali Boussaboun
Ali Boussaboun (Tanger, 11 de junho de 1979) é um futebolista profissional marroquino que atua como atacante.

## Carreira
Ali Boussaboun fez parte do elenco da Seleção Marroquina de Futebol na Campeonato Africano das Nações de 2006.